# Будні і свята
«Будні і свята» — радянський художній фільм (героїчна драма) 1961 року, знятий за однойменним циклом оповідань Юліана Семенова.

## Сюжет
Інженер Зотов призначається начальником найдальшого — 306-го пікету на будівництві залізничної магістралі в тайзі. По першому снігу герой проходить половину шляху і зупиняється на нічліг у старого лісничого. Зотов стає мимовільним свідком не зовсім сторонньої розмови: двоє робітників, які втекли зі 306-го пікету, сперечаються про правомірність втечі. Радист Серго Маргелян (його грає майбутній режисер Альберт Мкртчян), пошкодувавши про свій вчинок, повертається з Зотовим на пікет, де дуже скоро будівельники відзначатимуть потрійне свято: зустріч Нового року, здачу 60-кілометрової ділянки магістралі і переселення з бараків в новий власноруч збудований будинок. В гості до молодих будівельників прилетять популярні актори кіно — Тамара Макарова, Сергій Філіппов, Віктор Хохряков…

## У ролях
- Володимир Толкунов — Зотов
- Альберт Мкртчян — радист Серго Маргелян
- Лев Круглий — Льоха
- Микола Волков — Наумов
- Олександра Зав'ялова — Світлана
- Світлана Жгун — Ніна
- Ізіль Заблудовський — Сілін
- Раднер Муратов — Сейфуллін
- Володимир Волчик — Гостєв
- Микола Кузьмін — Проценко
- Ігор Єфімов — Влас
- Петро Алейников — Юрій
- Юліан Семенов — епізод
- Олександр Соколов — старий Крутиков
- Сергій Філіппов, — грає самого себе
- Віктор Хохряков, — грає самого себе
- Тамара Макарова, — грає саму себе
- Ігор Боголюбов, — начальник автоколони
- Олександр Густавсон — епізод
- Федір Нікітін — лісничий
- Сергій Дрейден — епізод
- Юрій Соловйов — епізод
- Георгій Тейх — епізод
- Лідія Сухаревська — епізод
- Людмила Чупиро — епізод
- Георгій Сатіні — шофер

## Знімальна група
- Сценарист: Юліан Семенов
- Режисер:  Володимир Шредель
- Оператор:  Аполлінарій Дудко
- Композитор:  Ісаак Шварц
- Звукорежисер:  Володимир Яковлєв
- Художник-постановник:  Віктор Савостін